# スカイA ゴルフシリーズ
『スカイA ゴルフシリーズ』（スカイエー ゴルフシリーズ）は、スカイA（2016年4月にsky・A sports+から変更）で放送されるゴルフ中継番組である。なお2015年までは『全部見せます!ゴルフシリーズ』（ぜんぶみせます!ゴルフシリーズ）のタイトルで放送していた。

## 概要
朝日放送テレビ（ABCテレビ）を始めとする、テレビ朝日・ANN系列で放送が行われる日本ゴルフツアー機構（JGTO）・日本女子プロゴルフ協会（JLPGA）が主催する公式戦の試合を、地上波での中継（主として夕方）に先駆けて、主に決勝戦2ラウンド（女子は予選第2ラウンドと決勝戦となるパターンも多い）を中心として生中継で放送するほか、下部組織のJGTOチャレンジトーナメント（ABEMAツアー、男子）、ステップ・アップ・ツアー（女子）、及び後援競技などの試合についても生中継もしくは録画中継で一部紹介する。
またこれとは別に、テレビ東京をはじめとするTXN系列で中継される試合についても、地上波が一部の地域のみでしか放送されていないこと（BSテレビ東京（旧・BSジャパン）を通して中継する試合もある）や、テレビ東京系にスポーツ専門のCS放送がないことを考慮して大会終了後にテレビ東京系が制作した中継（ハイライト版）を録画中継する試合もある。この場合は「GOLF×GOLF（西暦）」のタイトルで放送する。

## 放送される試合
※ カッコ内は地上波制作局

### JAPAN GOLF TOUR
現在
- 関西オープンゴルフ選手権競技 ※2009年以降、サンテレビで放送する地上波中継も制作。2013年までは開催時期が全国高校野球選手権大会中継と重なっていたため、実況アナやリポーターはサンテレビや瀬戸内海放送から派遣を受ける場合もあった。2014年以降は5月開催。
- KBCオーガスタゴルフトーナメント（九州朝日放送）
- マイナビABCチャンピオンシップゴルフトーナメント（朝日放送テレビ）

過去
- マンシングウェアオープン KSBカップ（瀬戸内海放送）※2008年のみ
- レクサス選手権（テレビ朝日）※2008年は初日、2日目はスカイ・A sports+が制作し、ゴルフネットワークで放送

### JLPGAツアー
現在
- Tポイント×ENEOSゴルフトーナメント（テレビ朝日）※2010年より[1]
- ヤマハレディースオープン葛城（テレビ朝日）
- リゾートトラストレディス（静岡朝日テレビ）
- アース・モンダミンカップ（テレビ朝日）※2012年より
- 日本女子プロゴルフ選手権大会コニカミノルタ杯（朝日放送テレビ）
- 富士通レディース（テレビ朝日）
- 伊藤園レディスゴルフトーナメント（テレビ朝日）

過去
- プロミスレディスゴルフトーナメント（テレビ朝日）※2009年まで

### その他
現在
- 男子チャレンジトーナメント（AbemaTVツアー）
  - Novil Cup
  - JOYX OPEN
  - PRGR CUP FINAL など
- LPGAステップ・アップ・ツアー
- LPGAレジェンズチャンピオンズシップ
- JLPGA新人戦 加賀電子カップ
- 日立3ツアーズ選手権（テレビ朝日）
- のじぎくオープンゴルフ選手権大会
- 全国高等学校ゴルフ選手権大会
- ジャパンゴルフツアー年間表彰式
- LPGAアワード
- 韓国女子プロゴルフ選手権（KLPGAチャンピオンシップ）

過去
- 全米オープンセクショナルクオリファイング ※2008年のみ。2009年はテレビ朝日地上波で放送

## 出演者
原則として地上波の中継とは別の解説者・アナウンサー（朝日放送テレビより出演）を招く（ただし、全国高等学校野球選手権大会期間中は大半がそれに専念するため、まれにであるが、開催地の系列局アナウンサー、ないしは朝日放送OBやフリーのアナウンサーが担当することがある）。リポーターは地上波制作局のアナウンサーや小西綾子（フリーアナウンサー、スカイ・Aのアメリカンフットボール中継リポーター）が担当することもある。
主な解説者
- 青山薫
- 金谷多一郎
- 生駒佳与子
- 山崎千佳代
- 岡本綾子 ら

## テーマ曲
- 2012年：松永貴志「Albatross」
- 2013年：Sensation「Geometric」
- 2014年：白山貴史「Gonna Be」
- 2015年：白山貴史「Wind Of Dragon」[3]
- 2016年 - ：松田純一「Spectacular」